# Koivula (Turku)
Koivula est un quartier du district d'Uittamo-Skanssi à Turku en Finlande,.

## Description
Koivula est  à environ six kilomètres au sud-est du centre-ville de Turku, près de la limite de Kaarina.
À Koivula, il y a principalement des immeubles résidentiels et des maisons de ville, qui ont été pour la plupart construits dans les années 1980 et 1990.
Il y a un petit centre commercial avec un S-market dans le quartier, et à côté se trouve une garderie et un bâtiment paroissial.

## Galerie

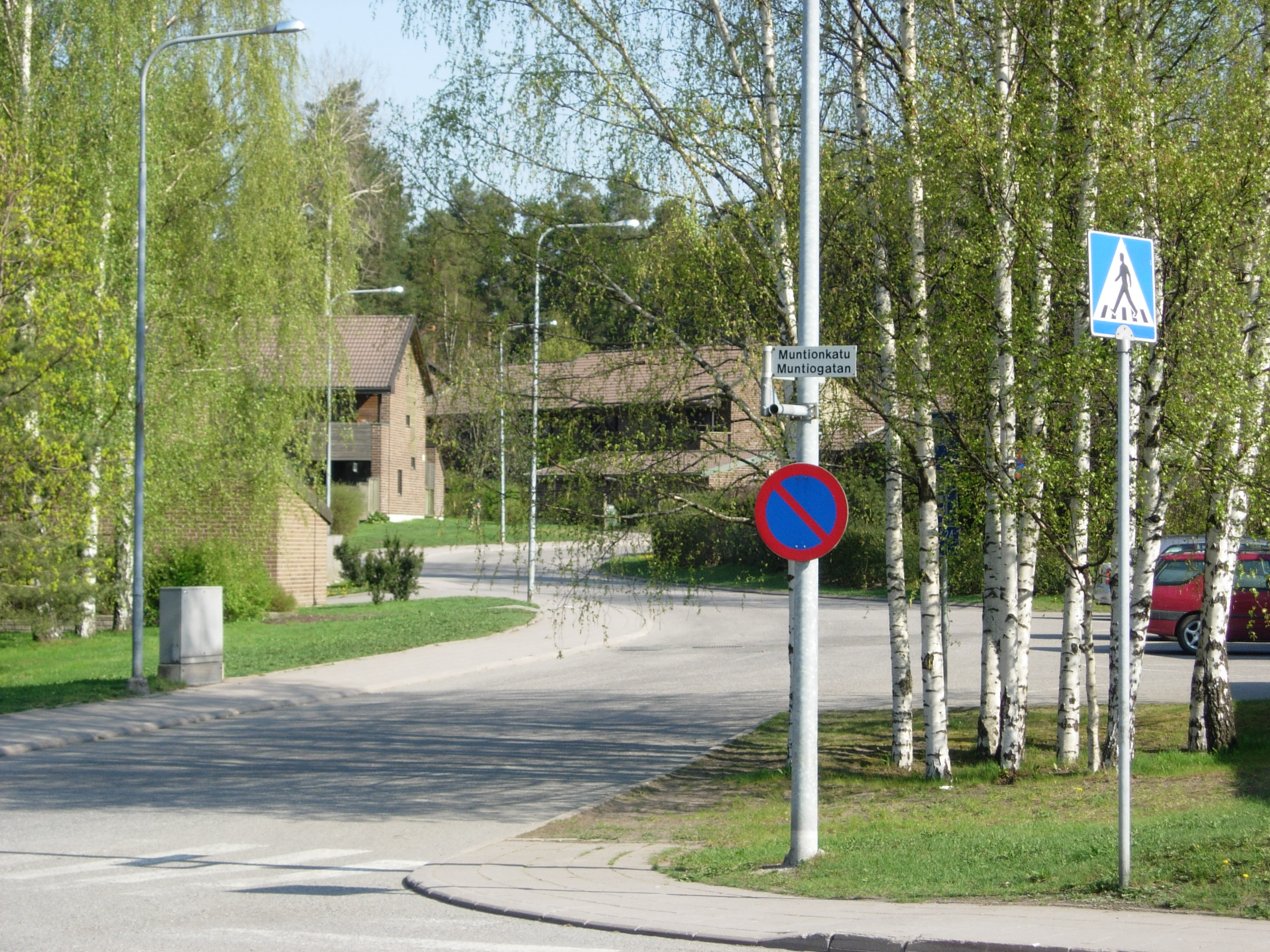
Munstenpellonkatu.
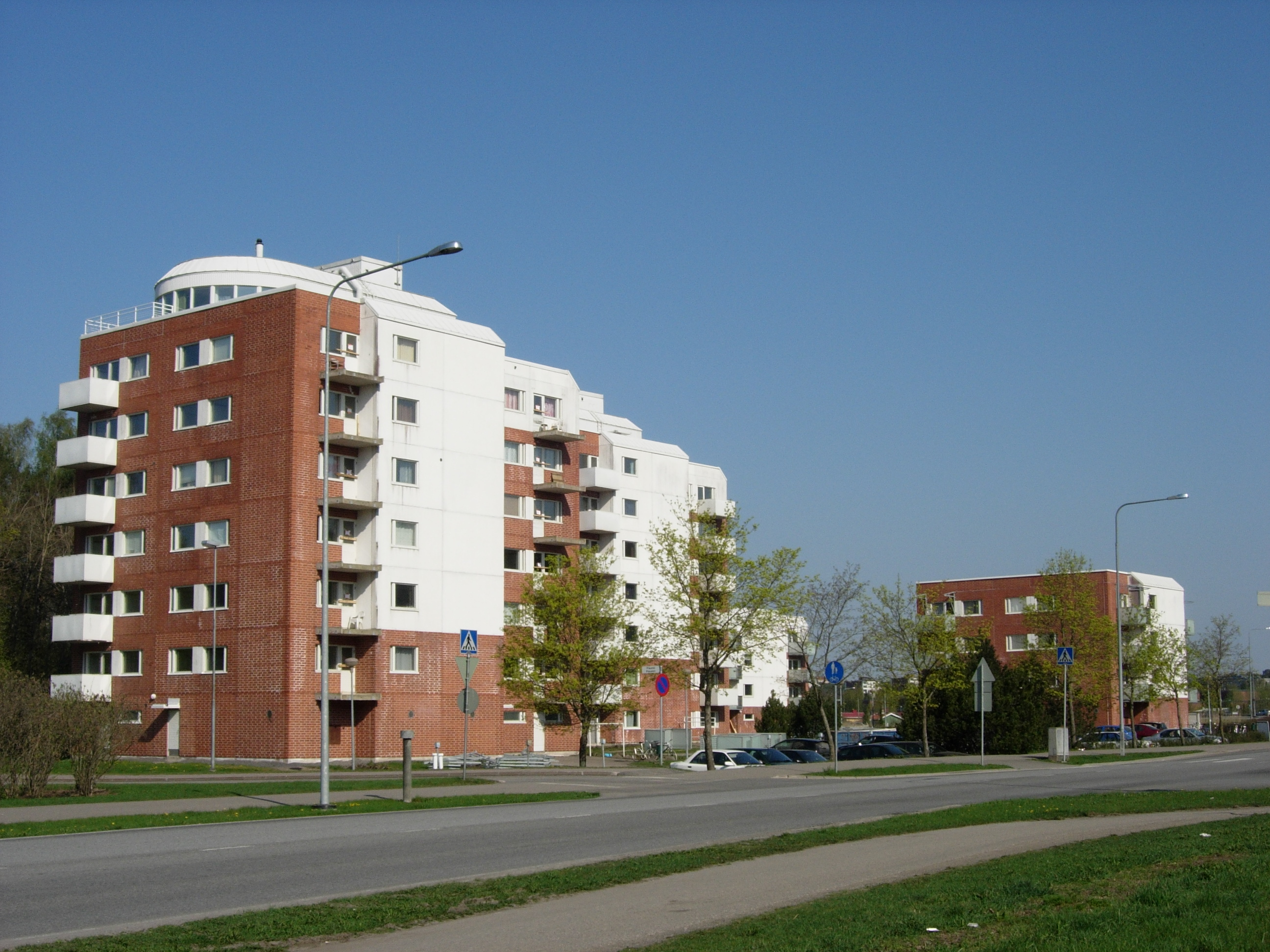
Résidence universitaire de Päivänpaiste.
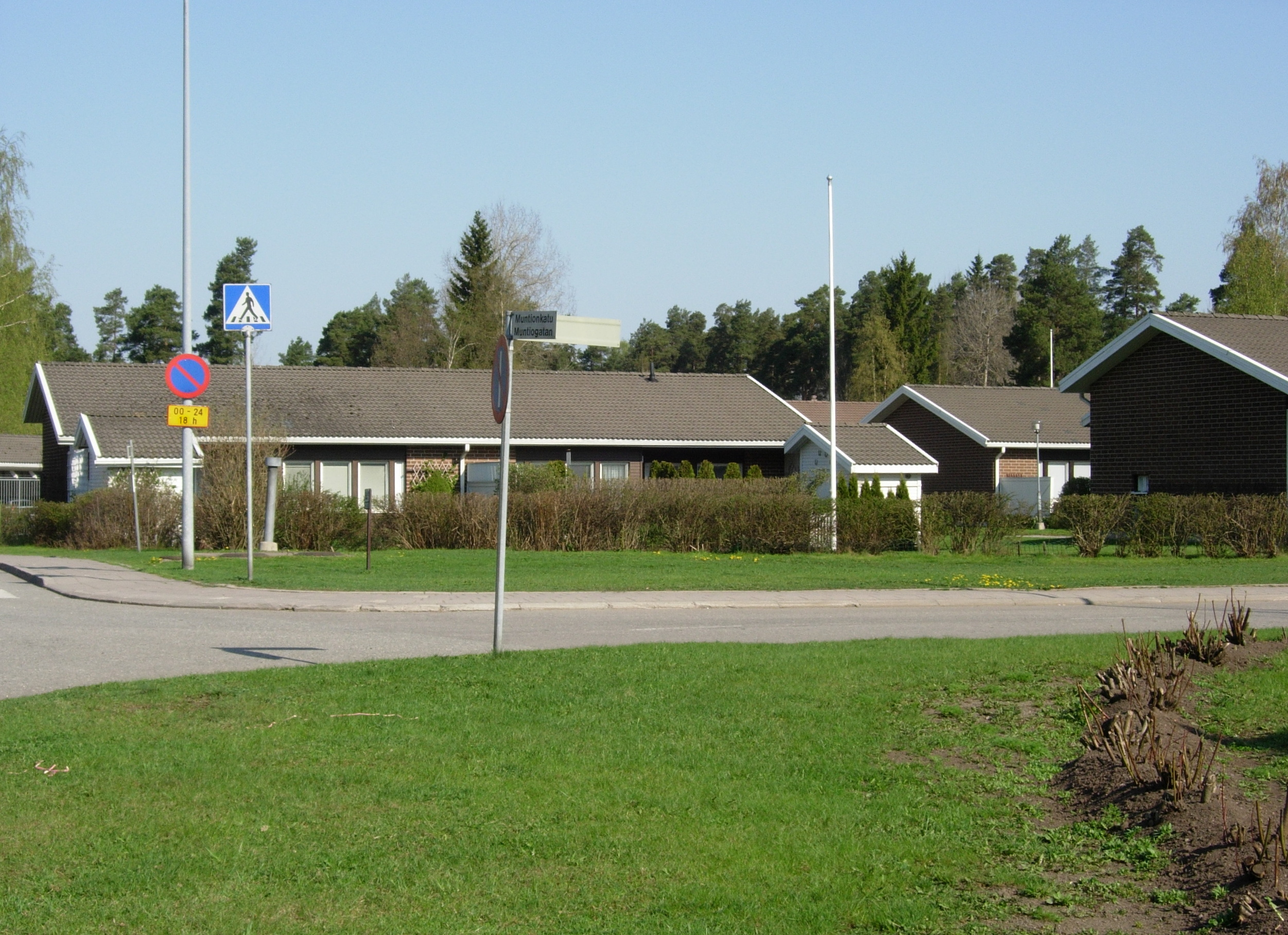
Mäkipellonkuja.
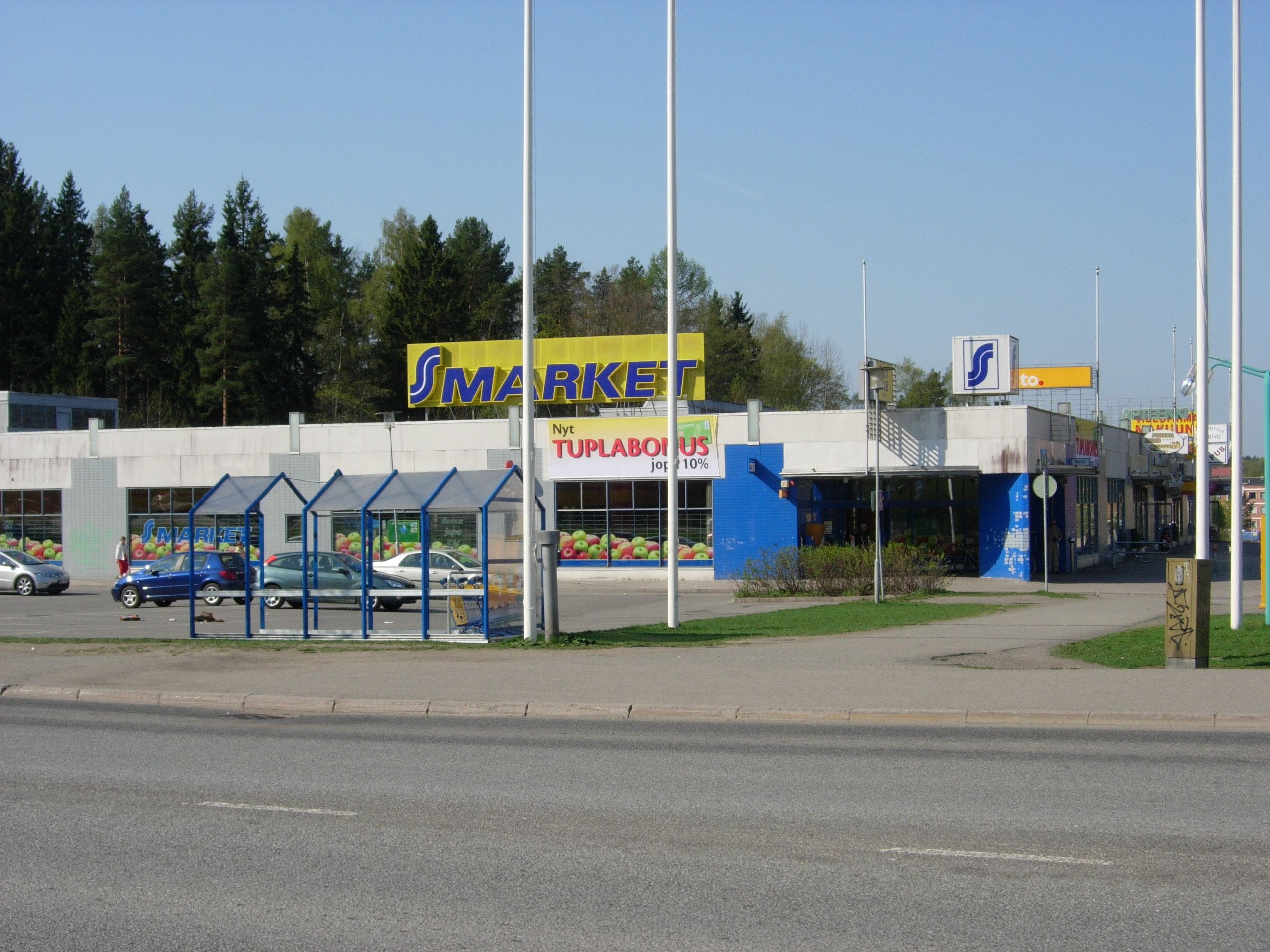
Centre commercial de Koivula.